# Hubert Léonard
Hubert Léonard (Bellaire, Lieja, 7 de abril de 1819 - París, Isla de Francia, 6 de mayo de 1890) fue un violinista y compositor belga.
Contaba apenas con nueve años cuando recibió las lecciones de violín de su primer maestro, un buen músico llamado Rouma debía salvar diariamente a pie las cuatro leguas de distancia entre su pueblo y Lieja. A los diez años dejó a su antiguo profesor para trasladarse a París, protegido por un rico comerciante de Lieja (1836), y en julio del mismo año fue admitido en el Conservatorio, donde fue discípulo de Habeneck.
Después formó parte de diversas orquestas de los teatros de Variedades, Ópera Cómica y Gran Ópera, y en 1845 emprendió un viaje artístico por Alemania donde fue presentado a Mendelssohn, el cual lo recibió con gran simpatía y le dio útiles consejos, que Leonard aprovechó en sus composiciones musicales.
Visitó Leipzig, Bonn, Dresde y Berlín, dando a conocer diversas composiciones suyas, que fueron recibidas con grandes aplausos, consiguiendo también extraordinario éxito como ejecutante en cuantos conciertos tomó parte. A su regreso se dejó escuchar en Aquisgrán, yendo después a Suecia, Hamburgo, Viena y Bruselas. En esta última ciudad fue nombrado profesor de violín en el Conservatorio (1848), cargo que desarrolló hasta 1866, fecha en la cual es trasladó a París para dedicarse por completo a la enseñanza y, donde tuvo entre sus alumnos a Paul Viardot y a Henri Marteau.
En 1851 se casó con la distinguida cantante Antonia Sitchin de Mendi, dando los dos esposos en París varios conciertos, coronados por el éxito, que ratificaron los públicos de las principales ciudades de los Países Bajos, Dinamarca, Suecia, Noruega y Rusia en varios viajes que emprendieron después.
Léonard era caballero de la Orden de Leopoldo de Bélgica.

## Obras más importantes
- Gymnastique du violiniste,
- La Petite Gymnastique du jeune violiniste,
- Ecole Léonard, mètode de violí.
- L'ancienne Ecole italienne, estudio especial de la doble cuerda.
- Le Trille du Diable, de Tartini, y diversos conciertos, fantasías, duetos, valses, etc.